# Garreta dejeani
Garreta dejeani là một loài bọ cánh cứng trong họ Bọ hung (Scarabaeidae).